# Норт-Плейнс (Орегон)
Норт-Плейнс (англ. North Plains) — місто (англ. city) в США, в окрузі Вашингтон штату Орегон. Населення — 3441 особа (2020).

## Географія
Норт-Плейнс розташований за координатами 45°35′49″ пн. ш. 122°59′44″ зх. д. / 45.59694° пн. ш. 122.99556° зх. д. (45,596958, –122,995646). За даними Бюро перепису населення США у 2010 році місто мало площу 2,32 км², уся площа — суходіл.

## Демографія
Згідно з переписом 2010 року, у місті мешкало 1947 осіб у 706 домогосподарствах у складі 511 родини. Густота населення становила 838 осіб/км². Було 749 помешкань (322/км²).
Расовий склад населення:
| - 89,0 % — білих - 1,8 % — азіатів - 1,2 % — корінних американців - 0,6 % — вихідців з тихоокеанських островів - 0,4 % — чорних або афроамериканців - 3,1 % — осіб інших рас |

До двох чи більше рас належало 3,7 %. Частка іспаномовних становила 11,0 % від усіх жителів.
За віковим діапазоном населення розподілялося так:
- 27,5 % — особи, молодші 18 років
- 63,3 % — особи у віці 18—64 років
- 9,2 % — особи у віці 65 років та старші.

Медіана віку мешканця становила 36,5 року. На 100 осіб жіночої статі у місті припадало 98,3 чоловіків; на 100 жінок у віці від 18 років та старших — 91,7 чоловіків, також старших 18 років.
Середній дохід на одне домашнє господарство становив 82 931 долар США (медіана — 72 212), а середній дохід на одну сім'ю — 92 743 долари (медіана — 80 125). За межею бідності перебувало 0,5 % осіб, у тому числі 0,0 % дітей у віці до 18 років та 1,8 % осіб у віці 65 років та старших.
Цивільне працевлаштоване населення становило 1088 осіб. Основні галузі зайнятості: освіта, охорона здоров'я та соціальна допомога — 20,6 %, виробництво — 17,5 %, роздрібна торгівля — 10,6 %, науковці, спеціалісти, менеджери — 9,9 %.